# Consejo Legislativo del estado La Guaira
El Consejo Legislativo del estado La Guaira (CLELG) es el órgano que ejerce el poder legislativo regional del estado La Guaira en Venezuela.
El parlamento regional del estado La Guaira es unicameral y está compuesto por siete (7) diputados o legisladores regionales que son electos cada 4 años, bajo un sistema mixto de representación, por un lado se eligen un grupo de diputados por lista bajo el método D'Hont a nivel estatal y por otro lado se eligen por voto directo candidatos nominales por circunscripción definida, pudiendo ser reelegidos para nuevos períodos consecutivos, y con la posibilidad de ser revocados a la mitad de su período constitucional.

## Sede
La sede del Consejo Legislativo del estado La Guaira se ubica en la Avenida Soublette de la ciudad de La Guaira, capital de la entidad federal.

## Funciones
La Cámara elige de su seno, una Junta Directiva integrada por un Presidente y un Vicepresidente, adicionalmente se elige a un Secretario fuera de su seno. Al igual que en la Asamblea Nacional, el Parlamento regional conforma Comisiones permanentes de trabajo que se encargan de analizar los diferentes asuntos que las comunidades plantean, ejerciendo la vigilancia de la administración del Estado con el auxilio de la Contraloría General del Estado, así como la discusión y aprobación de los presupuestos de la cámara y del poder ejecutivo.
Las funciones de los consejos legislativos regionales de Venezuela se detallan en la Ley Orgánica de los Consejos Legislativos de los estados publicada en Gaceta Oficial de Venezuela del 13 de septiembre de 2001

## Composición de la VI Legislatura (Actual)
| Alianza / Partido Político         | Alianza / Partido Político            | Diputados |
| ---------------------------------- | ------------------------------------- | --------- |
| Gran Polo Patriótico Simón Bolívar | Gran Polo Patriótico Simón Bolívar    | 5         |
|                                    | Partido Socialista Unido de Venezuela | 5         |
| Mesa de la Unidad Democrática      | Mesa de la Unidad Democrática         | 2         |
|                                    | Unidad                                | 2         |

## Legislaturas Previas

### I Legislatura (2000-2004)[2]
En las elecciones de julio de 2000 el partido del gobierno regional MVR fue el más votado obteniendo 5 legisladores (4 nominales y 1 por lista), lo que le permitió con el apoyo de su partido aliado Patria para todos (que obtuvo 1 legislador) tener mayoría absoluta en la legislatura con 6 de los 7 cargos en disputa
| Alianza / Partido Político | Alianza / Partido Político | Diputados |
| -------------------------- | -------------------------- | --------- |
| Coordinadora Democrática   | Coordinadora Democrática   | 1         |
|                            | Acción Democrática         | 1         |
| Revolución Bolivariana     | Revolución Bolivariana     | 6         |
|                            | Movimiento V República     | 5         |
|                            | Patria para Todos          | 1         |

### II Legislatura (2004-2008)[4]
En las elecciones de octubre de 2004 la alianza oficialista regional entre el MVR y Podemos consiguió todos los puestos de la legislatura (7 de 7) lo que dejó fuera a la oposición regional del parlamento estadal.
| Alianza / Partido Político | Alianza / Partido Político | Diputados |
| -------------------------- | -------------------------- | --------- |
| Revolución Bolivariana     | Revolución Bolivariana     | 7         |
|                            | Movimiento V República     | 3         |
|                            | Podemos                    | 4         |

### III Legislatura (2008-2012)[6]
En las elecciones regionales realizadas el 23 de noviembre de 2008 la alianza UVE-PSUV consiguió mantener su mayoría absoluta (6 de 7 cargos en disputa), mientras el partido socialdemócrata Acción Democrática obtuvo un solo escaño.
| Alianza / Partido Político    | Alianza / Partido Político            | Diputados |
| ----------------------------- | ------------------------------------- | --------- |
| Mesa de la Unidad Democrática | Mesa de la Unidad Democrática         | 1         |
|                               | Acción Democrática                    | 1         |
| Polo Patriótico               | Polo Patriótico                       | 6         |
|                               | Partido Socialista Unido de Venezuela | 2         |
| UVE                           | Unidad de Vencedores Electorales      | 4         |

### IV Legislatura (2013-2017)[8]
En las elecciones regionales realizadas el 16 de diciembre de 2012, la alianza del Gran Polo Patriótico logra obtener la totalidad de los escaños del Consejo.
| Alianza / Partido Político | Alianza / Partido Político            | Diputados |
| -------------------------- | ------------------------------------- | --------- |
| Polo Patriótico            | Polo Patriótico                       | 7         |
|                            | Partido Socialista Unido de Venezuela | 7         |

### V Legislatura (2018-2022)[9]
El Gran Polo Patriótico Simón Bolívar, en las elecciones de consejos legislativos realizada el 20 de mayo de 2018, logra ganar todos los curules de la cámara, explicado principalmente por la decisión de los principales partidos políticos, opositores al gobierno de Nicolás Maduro, de no participar en las elecciones.
| Alianza / Partido Político | Alianza / Partido Político            | Diputados |
| -------------------------- | ------------------------------------- | --------- |
| Polo Patriótico            | Polo Patriótico                       | 7         |
|                            | Partido Socialista Unido de Venezuela | 7         |